# Informatiemanagement
Informatiemanagement is een proces dat ervoor zorgt dat de informatiebehoeften die vanuit verschillende werk- en bedrijfsprocessen van een organisatie ontstaan worden vertaald in informatievoorziening. Informatiemanagement professionaliseert de vraagkant van ICT en valt daarom in de regel niet onder een ICT-afdeling maar onder de gebruikersorganisatie. Informatiemanagement functioneert hierbij als opdrachtgever voor de ICT-leverancier en vertegenwoordigt de gebruikersorganisatie als afnemer van de informatievoorziening.
In praktijk wordt de term informatiemanagement alleen gebruikt voor strategische en sturende activiteiten. Voor operationele activiteiten wordt meestal de term functioneel beheer gebruikt. Een de facto standaard voor informatiemanagement en functioneel beheer is BiSL.

## Rol
Informatiemanagement is namens de gebruikersorganisatie verantwoordelijk voor de aanwezige informatievoorziening en daarbij ingezette informatiesystemen.
Op strategisch niveau is informatiemanagement verantwoordelijk voor het opstellen van de informatiestrategie, voor het opstellen van de strategie voor de informatievoorzieningsorganisatie en voor de informatiecoördinatie (het coördineren en afstemmen tussen deze strategieën en andere beleidsplannen).
Daarnaast is informatiemanagement verantwoordelijk voor een aantal sturende processen:
- Financieel management: Het bewaken van de kosten van de informatievoorziening
- Planning & Control: Aansturing van de tijds- en capaciteitsaspecten van de informatievoorziening
- Behoeftenmanagement: Bewaken van de kwaliteit van de informatievoorziening, en vertalen van ontwikkelingen in de behoeften vanuit werk- en bedrijfsprocessen in aanpassingen aan de informatievoorziening
- Contractmanagement: Het maken van goede afspraken met de ICT-leverancier

Ten slotte voert informatiemanagement vaak regie over projecten om te zorgen dat nieuwe ontwikkelingen aansluiten op doelstellingen voor de lange termijn.
Operationele taken als het ondersteunen van gebruikers, het specificeren van wijzigingen, het specificeren van nieuwe functionaliteiten, het testen van wijzigingen worden meestal uitgevoerd door functioneel beheerders of senior gebruikers.
Technisch applicatiebeheer en andere ICT-processen vallen niet onder de gebruikersorganisatie maar onder de ICT-leverancier. Informatiemanagement en functioneel beheer verstrekken hieraan opdrachten, maar informatiemanagement is niet hiërarchisch verantwoordelijk voor dergelijke afdelingen. ICT kan worden ondergebracht bij een interne afdeling, of worden uitbesteed. Ook functioneel beheer kan soms worden uitbesteed, maar Informatiemanagement dat op dergelijke uitbestedingen de regie voert kan nooit worden uitbesteed.

## Informatiemanager
Naarmate een organisatie groter wordt, neemt de kans toe dat de informatiemanager bovenstaande rol niet zelf uitvoert, maar dat hij verantwoordelijk is voor het team dat hem hierin ondersteunt. Vaak bestaat zo'n team uit één of meerdere functioneel beheerders, beleidsmedewerkers en organisatieadviseurs. Lijkt de rol van een informatiemanager in kleine organisaties nog op die van organisatieadviseur of beleidsmedewerker, in grote organisaties komen hier dus leidinggevende verantwoordelijkheden bij. Soms gebruikt men voor de leidinggevende functie een andere benaming, bijvoorbeeld teamleider informatiemanagement. In zo'n organisatie is een informatiemanager een soort beleidsmedewerker.

### Opleidingen, cursussen en trainingen
Informatiemanagement is een relatief jong vakgebied. Er bestaan inmiddels ook opleidingen informatiemanagement, zowel op het hbo als op de universiteit, maar omdat het vakgebied nog niet zo lang bestaat en omdat informatiemanager doorgaans enige jaren werkervaring vereist, hebben maar weinig informatiemanagers een dergelijke opleiding gevolgd. Veel informatiemanagers hebben een hbo- of universitaire achtergrond en hebben die doorgaans aangevuld met andere cursussen en trainingen. Als inhoudelijk fundament wordt daarbij vaak het certificaat [BiSL] (op Foundation niveau) behaald. Andere cursussen en trainingen die zij vaak volgen zijn gericht op het ontwikkelen van zogenaamde soft skills, bijvoorbeeld adviesvaardigheden en beïnvloedingstechnieken.
De opleidingen informatiemanagement die door hbo-instellingen en universiteiten worden aangeboden hebben een multidisciplinair karakter. Soms worden deze opleidingen aangeboden onder iets andere benamingen, zoals: Bachelor ICT-business solutions, of Master Informatiekunde.

### Competenties en vaardigheden
De informatiemanager zorgt in zijn werk voor verbinding tussen verschillende afdelingen en organisaties en tussen verschillende werkzaamheden. Competenties die hierbij passen zijn bijvoorbeeld adviseren, analytisch vermogen, bestuurs- en organisatiesensitiviteit, informatieanalyse, draagvlak creëren, luisteren, netwerkvaardigheid, plannen en organiseren, strategisch handelen, tactisch handelen en toekomstvisie. Wanneer een informatiemanager leiding geeft aan een team is leidinggeven uiteraard ook een voor de hand liggende competentie. Van programmeertalen of bepaalde softwarepakketten hoeft de informatiemanager daarentegen geen diepgaande kennis te hebben, hij moet slechts in staat zijn om met de verantwoordelijke ICT-specialisten te praten in een taal die zij begrijpen.

## Overig
- Het vakgebied is onder andere in kaart gebracht door Rik Maes, hoogleraar informatie- en communicatiemanagement aan de Universiteit van Amsterdam. De vorm die hij daarvoor gebruikt is een negenvlaksmodel, het zogenoemde Amsterdams Informatie Model.[1]